# دیو خودخواه
دیو خودخواه نام یک کتاب ادبی است که توسط اسکار وایلد، نویسندهٔ اهل انگلستان نوشته شده‌است. این کتاب یکی از آثار مشهور ادبی جهان است.